# مایکل ماسو
مایکل ماسو (اسپانیایی: Maykel Massó‎؛ زادهٔ ۸ مهٔ ۱۹۹۹) ورزشکار پرش طول اهل کوبا است.
وی در مسابقات کشوری و بین‌المللی در مجموع برندهٔ ۱ مدال برنز شده‌است.